# Championnat de Pologne de football 1958
Navigation
Édition précédente Édition suivante

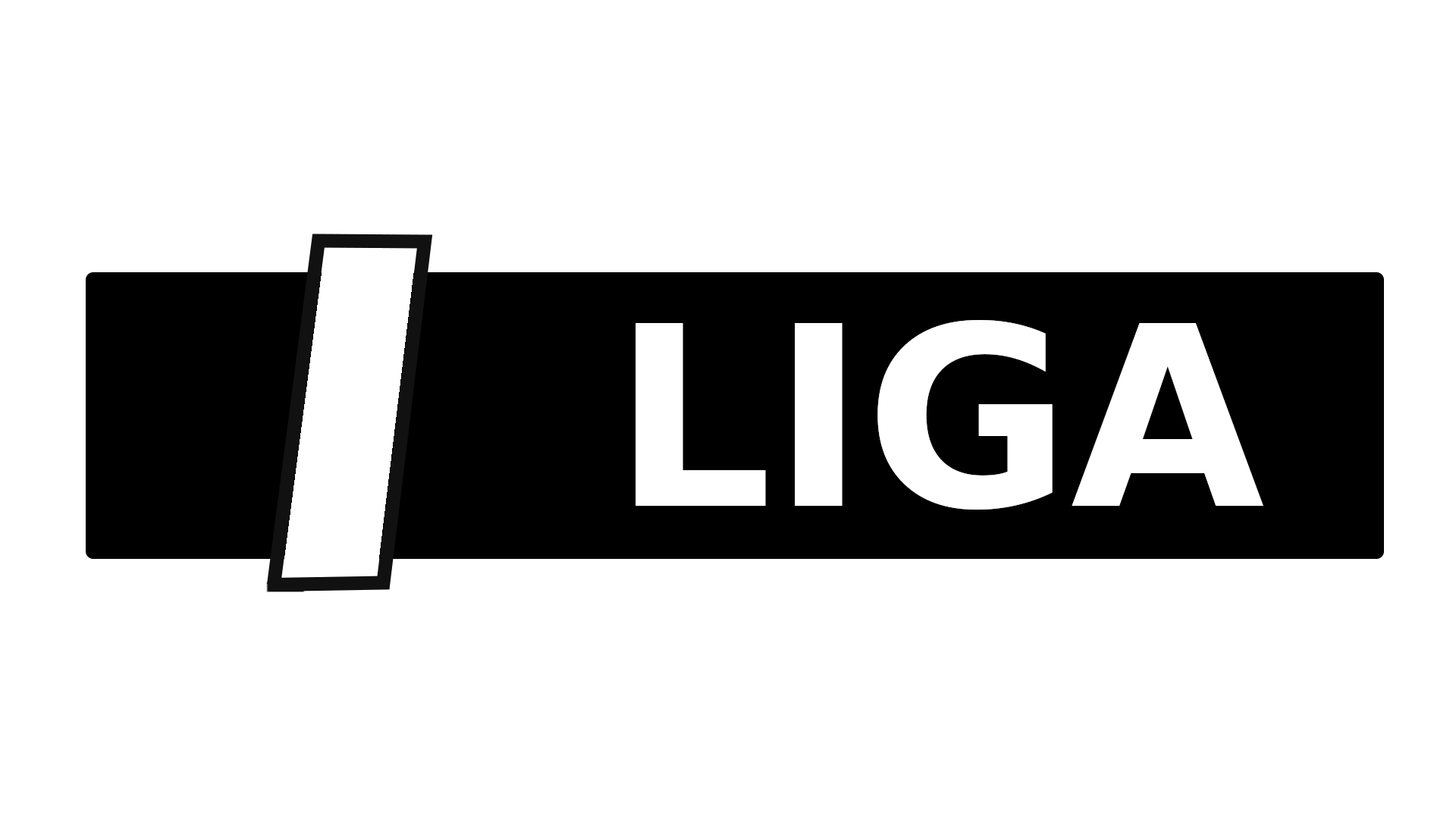
logo de la compétition

La saison 1958 du championnat de Pologne est la trentième saison de l'histoire de la compétition. Cette édition a été remportée par le ŁKS Łódź, devant le Polonia Bytom.

## Clubs participants
| Club              | Ville     |
| ----------------- | --------- |
| Budowlani Opole   | Opole     |
| Gornik Zabrze     | Zabrze    |
| Gwardia Varsovie  | Varsovie  |
| KS Cracovia       | Cracovie  |
| Lechia Gdańsk     | Gdańsk    |
| Legia Varsovie    | Varsovie  |
| LKS Łódź          | Lódź      |
| Polonia Bydgoszcz | Bydgoszcz |
| Polonia Bytom     | Bytom     |
| Ruch Chorzów      | Chorzów   |
| Stal Sosnowiec    | Cracovie  |
| Wisła Cracovie    | Cracovie  |

## Compétition

### Classement
| Rang | Équipe                | Pts | J  | G  | N | P  | Bp | Bc | Diff |
| ---- | --------------------- | --- | -- | -- | - | -- | -- | -- | ---- |
| 1    | ŁKS Łódź              | 32  | 22 | 13 | 6 | 3  | 61 | 24 | +37  |
| 2    | Polonia Bytom         | 31  | 22 | 12 | 7 | 3  | 49 | 21 | +28  |
| 3    | Górnik Zabrze         | 27  | 22 | 10 | 7 | 5  | 57 | 31 | +26  |
| 4    | Ruch Chorzów          | 27  | 22 | 11 | 5 | 6  | 38 | 28 | +10  |
| 5    | Gwardia Varsovie      | 27  | 22 | 12 | 3 | 7  | 42 | 39 | +3   |
| 6    | Legia Varsovie        | 20  | 22 | 9  | 2 | 11 | 40 | 40 | 0    |
| 7    | Wisła Cracovie        | 20  | 22 | 8  | 4 | 11 | 39 | 50 | -11  |
| 8    | Lechia Gdańsk         | 19  | 22 | 8  | 3 | 11 | 33 | 44 | -11  |
| 9    | Polonia Bydgoszcz (P) | 19  | 22 | 7  | 5 | 10 | 31 | 58 | -27  |
| 10   | KS Cracovia (P)       | 18  | 22 | 8  | 2 | 12 | 37 | 46 | -9   |
| 11   | Budowlani Opole       | 18  | 22 | 7  | 4 | 11 | 23 | 36 | -13  |
| 12   | Stal Sosnowiec        | 6   | 22 | 1  | 4 | 17 | 22 | 55 | -33  |

| Légende | Légende               |
| ------- | --------------------- |
|         | Champion de Pologne   |
|         | Relégation en II Liga |
|         | (P) : Promu           |

## Meilleurs buteurs
| # | Joueur             | Équipe            | Buts |
| - | ------------------ | ----------------- | ---- |
| 1 | Władysław Soporek  | ŁKS Łódź          | 19   |
| 2 | Marian Norkowski   | Polonia Bydgoszcz | 18   |
| 3 | Stanisław Adamczyk | Wisła Cracovie    | 17   |